# Беатриса де Фосиньи
Беатриса де Фосиньи (фр. Béatrice de Faucigny), или Беатриса Савойская (фр. Béatrice de Savoie; около 1237 — 21 апреля 1310) — дама Фосиньи (1268—1296), дофина Вьеннуа (1251—1269), регент Вьеннуа (1269—1282), виконтесса Беарна (1273—1290).

## Биография
Дочь Пьера Савойского (ум. 1268), графа Савойи с 1263, и Агнессы де Фосиньи (была их единственным ребёнком).
Родилась около 1237 года.
В 1241 г. (4 декабря) обручена с дофином Вьеннуа Гигом VII (1225—1269), свадьба состоялась не позднее 22 апреля 1253 года, получила в приданое 9500 серебряных марок.
В мае 1268 года после смерти отца унаследовала его владения за пределами Савойи — в Женевуа, Стране Во и в Германии.
После смерти матери (11 августа 1268) унаследовала баронию Фосиньи, которой владела до 1296 г., и ещё несколько сеньорий, которые ей завещал покойный муж.
Однако на наследство Агнессы де Фосиньи предъявили права её тётка Беатриса де Туар-Виллар (ум. после 1276) и дядя — граф Филипп Савойский. Началась феодальная война, которая окончилась тем, что в 1271 году Беатриса де Туар-Виллар отказалась от притязаний на Фосиньи в обмен на сеньории Обонн, Эрманс и земли в Стране Во. Филипп Савойский тоже получил несколько сеньорий.
С 1269 года, после смерти мужа — регент Дофинэ при малолетнем сыне, Жане I.
В 1273 году, 2 апреля, вторично вышла замуж — за Гастона VII де Боже, виконта Беарна.
В 1282 году граф Филипп Савойский снова предъявил права на Фосиньи и ввёл в баронию свои войска. Изгнать их удалось с помощью союзников — графа Амедея Женевского, епископов Женевы, Базеля и Лозанны.
Сын Беатрисы дофин Жан умер 24 сентября 1282 года в результате несчастного случая: переправляясь через реку, упал с лошади и утонул. Дофинэ унаследовала её дочь Анна, вступившая в управление вместе с мужем — Умбертом де Ла Тур.
В 1285 году умер граф Савойи Филипп, и его преемником стал племянник — Амедей V. Дофин Умберт отказался принести ему оммаж за сеньорию Ла Тур дю Пен, и война возобновилась. В 1293 г. был заключен мирный договор, согласно которому Беатриса принесла графу Савойи оммаж за Фосиньи и некоторые другие фьефы, а тот в свою очередь отказался от сюзеренных прав на сеньорию Ла Тур дю Пен.
В 1296 г., 15 сентября, по просьбе французского короля Филиппа IV подписала дарственную на Фосиньи в пользу своего внука Гуго де Ла Тура (ум. 1329), но сохранила за собой доходы от баронии.
В 1298 году уступила своему родственнику Жану I де Монфокону шателению Ивердон.
В 1283 году переименовала деревню Туазенж в город Бонвиль, при этом даровав ему привилегии.
Умерла 21 апреля 1310 года и была похоронена в Фосиньи.